# Leslie Marr
Leslie Marr,  britanski dirkač Formule 1, krajinski slikar * 14. avgust 1922, Durham, Anglija, Združeno kraljestvo, † 4. maj 2021, Gimingham, Anglija
Leslie Marr je bil britanski dirkač Formule 1. V svoji karieri je nastopil le na dveh domačih Velikih nagradah Formule 1, Veliki nagradi Velike Britanije v sezoni 1954, kjer je zasedel trinajsto mesto z več kot osmimi krogi zaostanka za zmagovalcem, in Veliki nagradi Velike Britanije v sezoni 1955, kjer je odstopil v osemnajstem krogu zaradi okvare zavornega sistema.
Med leti 1983 in 1991 je živel na otoku Arran na Škotskem in se kasneje preselil nazaj domov v Norfolk. Umetniška dela Marra so razstavljena v prostorih Britanske akademije, Imperialnega kolidža v Londonu, Newcastlu upon Tynu in Chicestru.
Marr je umrl maja 2021 v Giminghamu v starosti 98 let.

## Popolni rezultati Formule 1
(legenda) (odebeljene dirke pomenijo najboljši štartni položaj, poševne pa najhitrejši krog, †-uvrščen kljub odstopu)
| Leto | Moštvo      | Šasija           | Motor                  | 1   | 2   | 3   | 4   | 5     | 6      | 7   | 8   | 9   | Prv | Toč |
| ---- | ----------- | ---------------- | ---------------------- | --- | --- | --- | --- | ----- | ------ | --- | --- | --- | --- | --- |
| 1954 | Leslie Marr | Connaught Type A | Lea-Francis Straight-4 | ARG | 500 | BEL | FRA | VB 13 | NEM    | ŠVI | ITA | ŠPA | -   | 0   |
| 1955 | Leslie Marr | Connaught Type B | Alta Straight-4        | ARG | MON | 500 | BEL | NIZ   | VB Ret | ITA |     |     | -   | 0   |